# 希望的観測
希望的観測（きぼうてきかんそく、英: wishful thinking）は、信念の一形態であり、証拠や合理性ではなく、「そうあって欲しい」とか「そうだったらいいな」という希望に影響されて判断を行うことをいう。一般に、好ましい結果が好ましくない結果よりもありそうだと予測することを指す。
以下に例を示す。
- 経済学者アーヴィング・フィッシャーは、世界恐慌の発端となった1929年の株価暴落の数週間前に「株価は、恒久的に高い高原のようなものに到達した」と述べた。
- ジョン・F・ケネディ大統領は、ピッグス湾事件においてキューバ軍が優勢になった場合、CIAに支援された反乱軍が「各地に溶け込むことで壊滅を免れる」と信じていた。

## 誤謬としての希望的観測
認知バイアスや意思決定のまずい方法という以外に、希望的観測は誤謬の一種ともみなされ、事柄の真偽を事実に基づかずに希望に基づいて決定する場合を指す。この誤謬は「わたしはPが真（または偽）だといいなと思うので、Pは真（または偽）である」というような形式を持つ。このような希望的観測は感情に訴える論証に基づくもので、論点のすり替えの一種である。
希望的観測を使い、状況対人論証の一形式を生み出すことができる（「あなたはAだというが、それはBを導き出したいがためだ。だからAではない」）。
希望的観測は意図せざる結果を見逃す原因となることがある。
関連する誤謬として、無知に訴える論証がある（「それはまだ偽であると証明されていないから、真にちがいない」など）。例えば、UFOを信じる人はほとんどのUFO写真が偽物であることには同意するが、偽物と証明されていない写真がひとつでもあれば、それがUFOの実在を証明すると考えている。